# Perlegade (Sønderborg)
Perlegade er en gade i centrum af Sønderborg. Den er 650 meter, hvoraf de 400 meter er gågade. Gadens forløb starter ved Rådhustorvet og går i nordøstlig retning, hvor den ender ved sammenløbet med Løngang. På strækningen stiger højden med 12 meter.
Perlegade hører til blandt den ældste del af Sønderborg og findes således på bykort tilbage fra middelalderen. Det har igennem århundreder været byens hovedstrøg, hvilket også kan ses af flere markante bygninger på gaden.
I den nordlige ende af gaden ved Føtex, lå der tidligere en lille dam kaldet Svanedammen.

## Gadeskilte
Efter en udtalelse fra daværende politimester i København, Hanne Bech Hansen, i 2009 om at politiet i visse henseende brugte udtrykket Perle i stedet for det diskriminerende perker, blev udtrykket Perle særligt populær. Det betød at Sønderborg Kommune flere gange måtte sætte nye gadeskilte op i Perlegade, da de blev stjålet.
|  | Denne artikel om lokaliteten Perlegade (Sønderborg) kan blive bedre, hvis der indsættes et (bedre) billede. Du kan hjælpe ved at afsøge Wikimedia Commons for et passende billede eller lægge et op på Wikimedia Commons med en af de tilladte licenser og indsætte det i artiklen. |

54°54′42.88″N 9°47′31.87″Ø / 54.9119111°N 9.7921861°Ø